# Zisterne von Silifke
Koordinaten: 36° 22′ 32″ N, 33° 55′ 17″ O

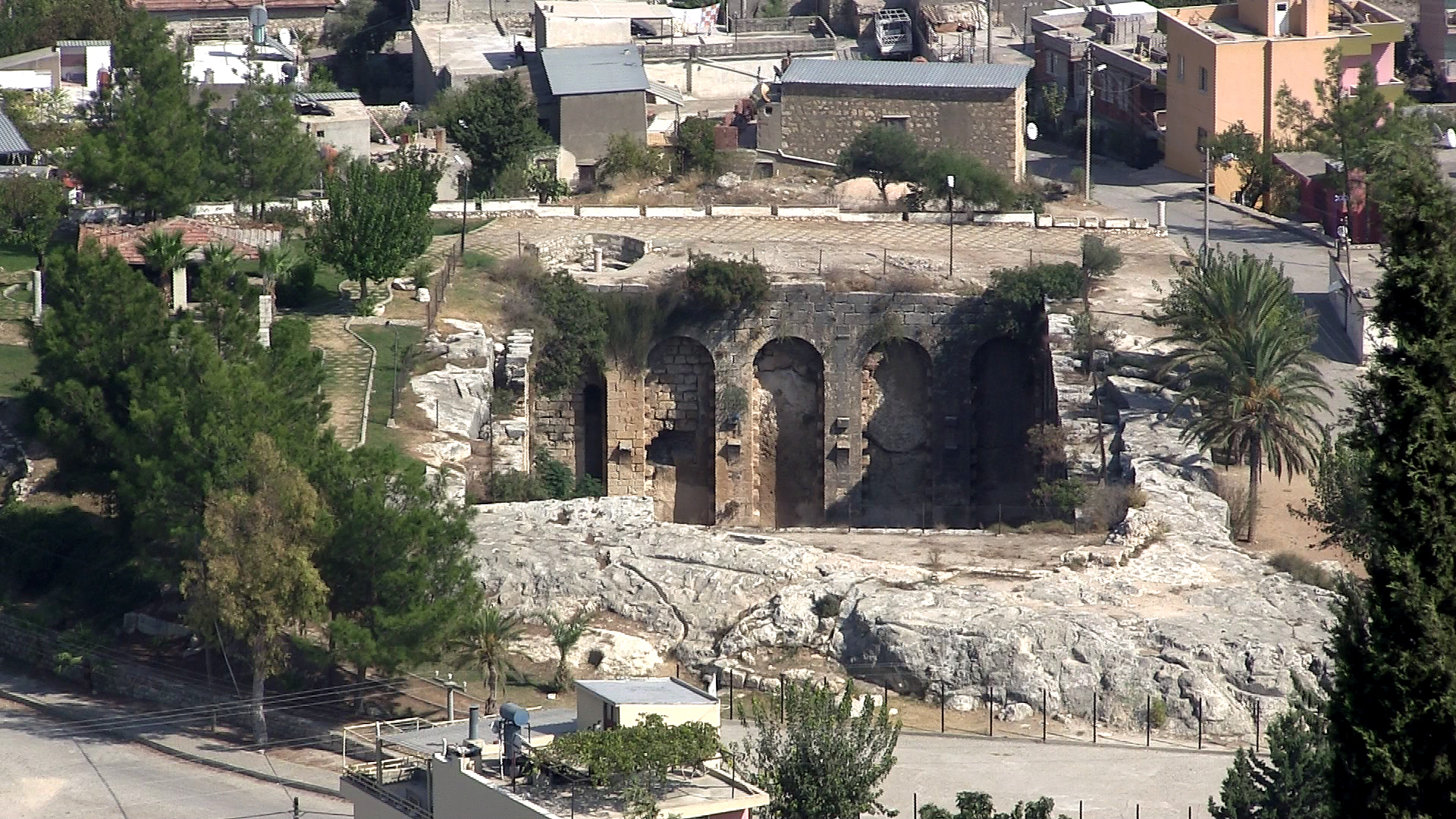
Zisterne von Silifke, Ansicht vom Burgberg

Die Zisterne von Silifke (türkisch Tekir Ambarı) liegt südwestlich des Zentrums der Kreisstadt Silifke in der türkischen Provinz Mersin, in der historischen Landschaft Kilikien. Sie liegt am Fuße des Osthangs des Burgberges der Zitadelle von Silifke, etwa 400 Meter Luftlinie von der Festung entfernt und 800 Meter westlich des römischen Tempels.

## Beschreibung
Die in frühbyzantinischer Zeit errichtete Zisterne ist auf einer Terrasse des Berghangs in den Felsen eingehauen. Sie ist rechteckig, die ost-westlich ausgerichteten Längsseiten messen 46 Meter, die Schmalseiten 23 Meter, die Tiefe des Bauwerkes beträgt etwa 12 Meter. Die Seitenwände bilden Bögen aus Quadermauerwerk, je acht an den langen und fünf an den kurzen Seiten. Hellenkemper und Hild beschreiben Reste von Ziegeln an den Wänden. Sie fanden auch Ansätze für Bögen zu freistehenden Säulen im Innenraum, die entweder geplant waren oder als Spolien abgebaut wurden. Daraus schließen sie, dass eine Überdachung der Zisterne zumindest in Planung war. Der Zufluss befand sich im Nordwesten. An der Ostseite befindet sich eine noch heute begehbare Wendeltreppe, die in den Innenraum führt.

## Erwähnungen
Der britische Kapitän Francis Beaufort, der im Auftrag der Admiralität in den Jahren 1811–12 die kilikische Küste erkundete, erwähnt die Zisterne in seinem Bericht, wobei er auch noch eine Deckenkonstruktion beschreibt. Auch der französische Reisende Victor Langlois beschreibt das Bauwerk in seiner 1861 erschienenen Reisebeschreibung der kilikischen Küste. Friedrich Hild und Hansgerd Hellenkemper bereisten den Ort 1969, 1975 und 1985 und gaben ebenfalls eine Beschreibung der Zisterne.

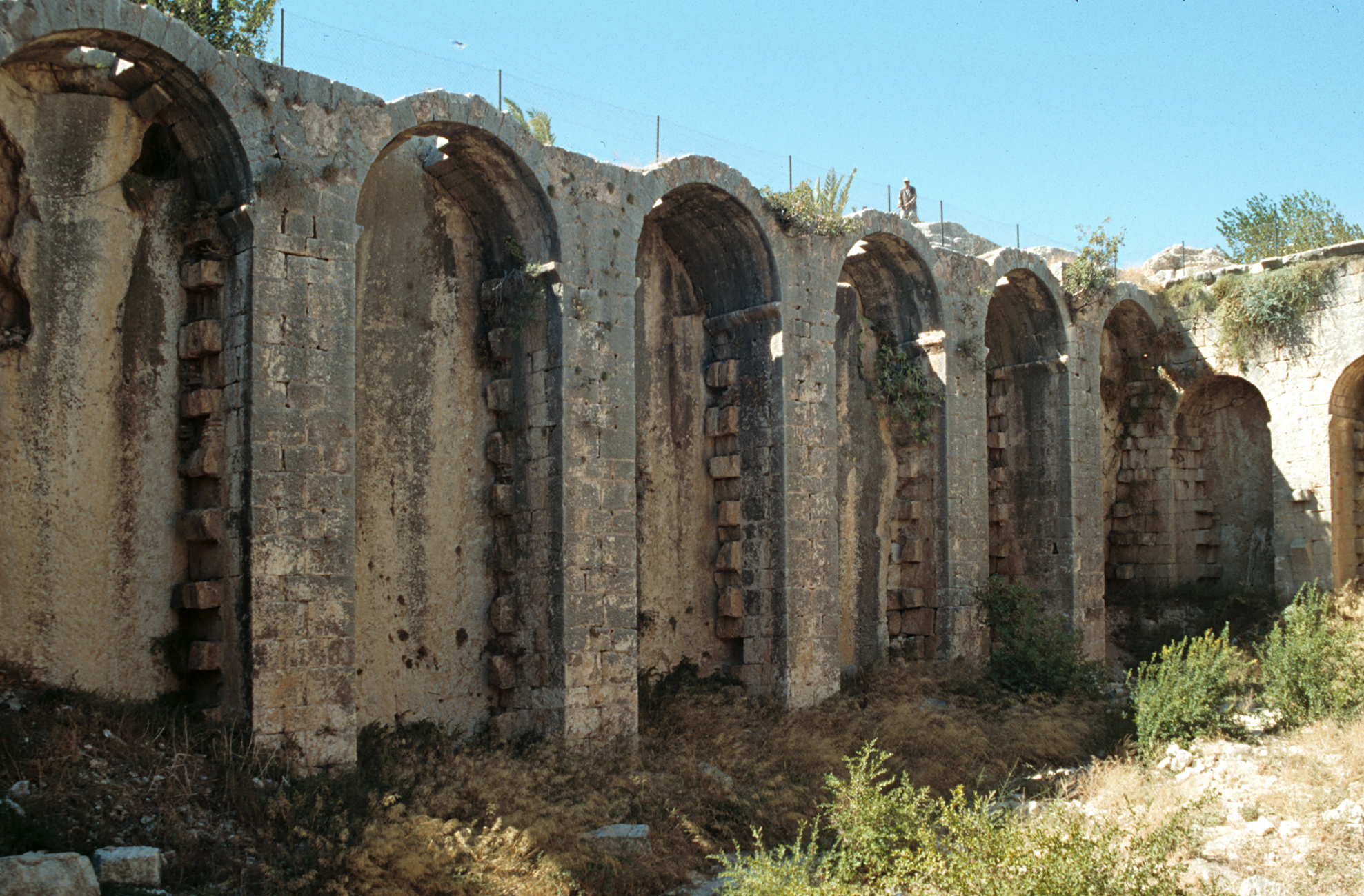
Südseite
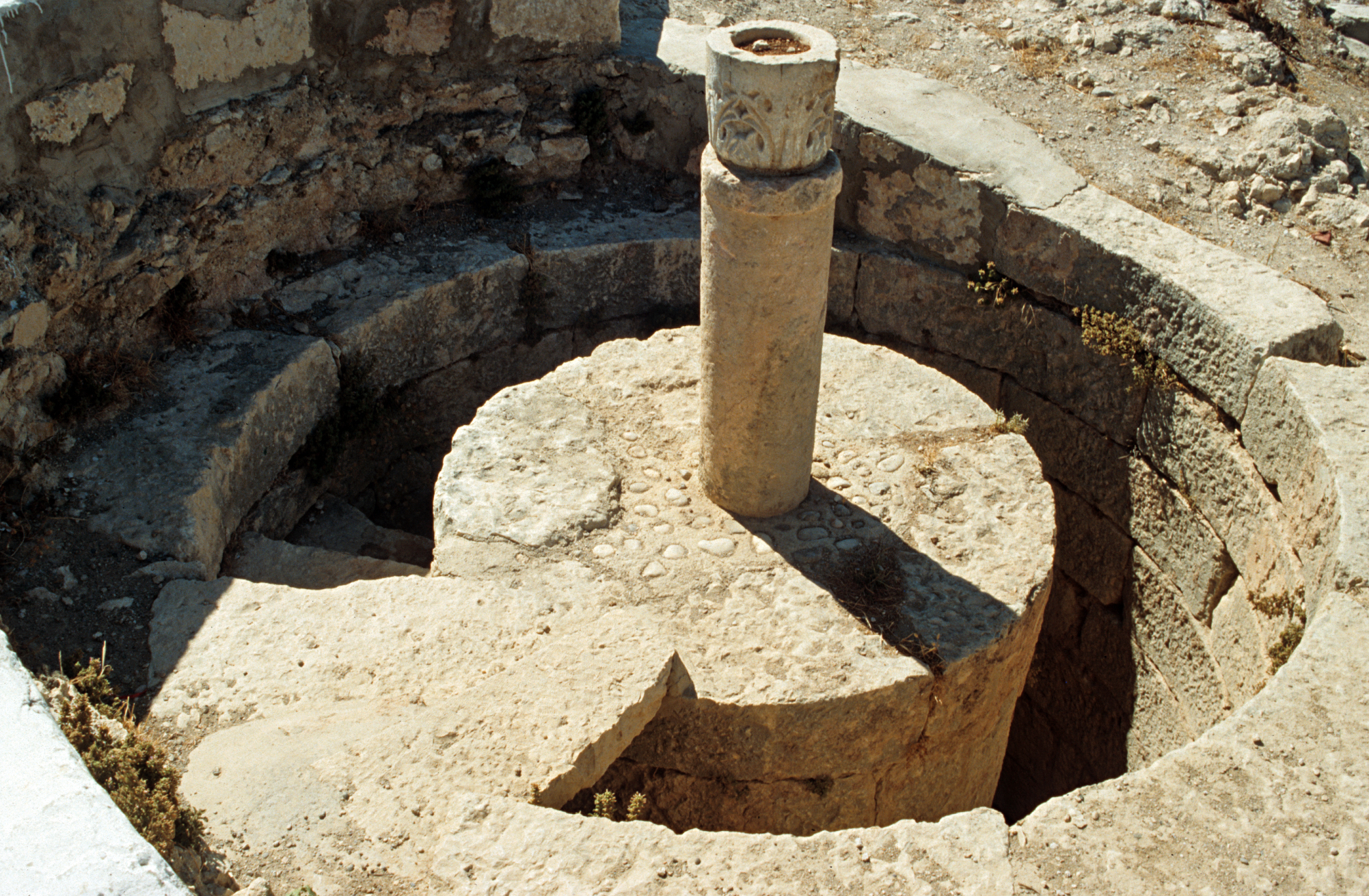
Einstieg zur Treppe
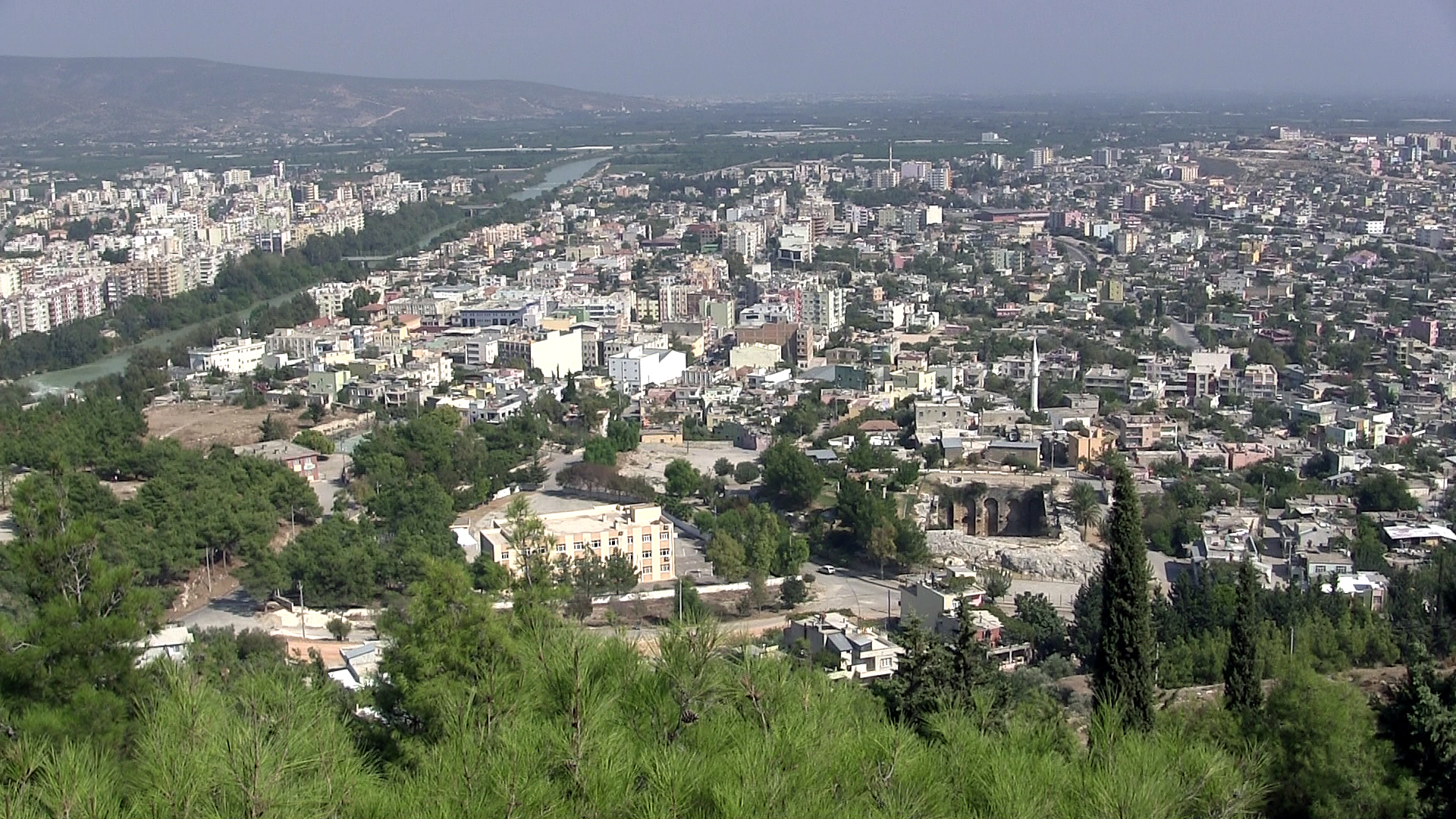
Blick vom Burgberg, vorn rechts die Zisterne